# Thomas de Courcelles
Thomas de Courcelles  né en 1400 à Ayencourt en Picardie et mort le 23 octobre 1469 à Paris est un cardinal français.
Il fut impliqué dans le procès de Jeanne d'Arc en 1431.

## Biographie
Thomas de Courcelles est recteur de l'université de Paris en 1430. Il est chanoine des chapitres des cathédrales d'Amiens, Laon et Thérouanne.
En 1431, lors du procès de Jeanne d'Arc à Rouen, il passe pour l'un des plus acharnés. Il fut l'un des rares à voter la torture et travailla au réquisitoire. Plus tard, chargé de mettre en forme le procès et de le traduire en latin, il effaça son nom des votes compromettants.
Interrogé lors du procès en réhabilitation de Jeanne d'Arc en 1455, il déclara : « Je ne sais rien, je ne me souviens plus… Je n'ai jamais dit positivement qu'elle était hérétique… Je n'ai jamais délibéré au sujet d'un châtiment à infliger à Jeanne d'Arc[réf. nécessaire]. »
L'antipape Félix V le crée cardinal lors du consistoire du 6 avril 1444, mais il décline la promotion. Il va à Rome pour être près du pape Nicolas V qui le nomme archidiacre papal. Il est nommé chanoine plénipotentiaire et doyen de la cathédrale Notre-Dame de Paris. 
Malgré son implication dans le procès de Jeanne d'Arc, il sera un conseiller écouté par Charles VII. En sa qualité de doyen du chapitre de Notre-Dame de Paris, il participa et présida les fêtes de la réhabilitation de Jeanne d'Arc célébrées en 1456.
Le 14 novembre 1459, Thomas de Courcelles est envoyé en ambassade à Mantoue par Charles VII, en compagnie de l'archevêque de Tours, l'évêque de Paris et Jean II de Chambes afin de rencontrer le pape Pie II.
Il prononcera l'oraison funèbre du roi en 1461.